# El Silbón
 (avril 2016).
Le contenu est difficilement compréhensible vu les erreurs de traduction, qui sont peut-être dues à l'utilisation d'un logiciel de traduction automatique.

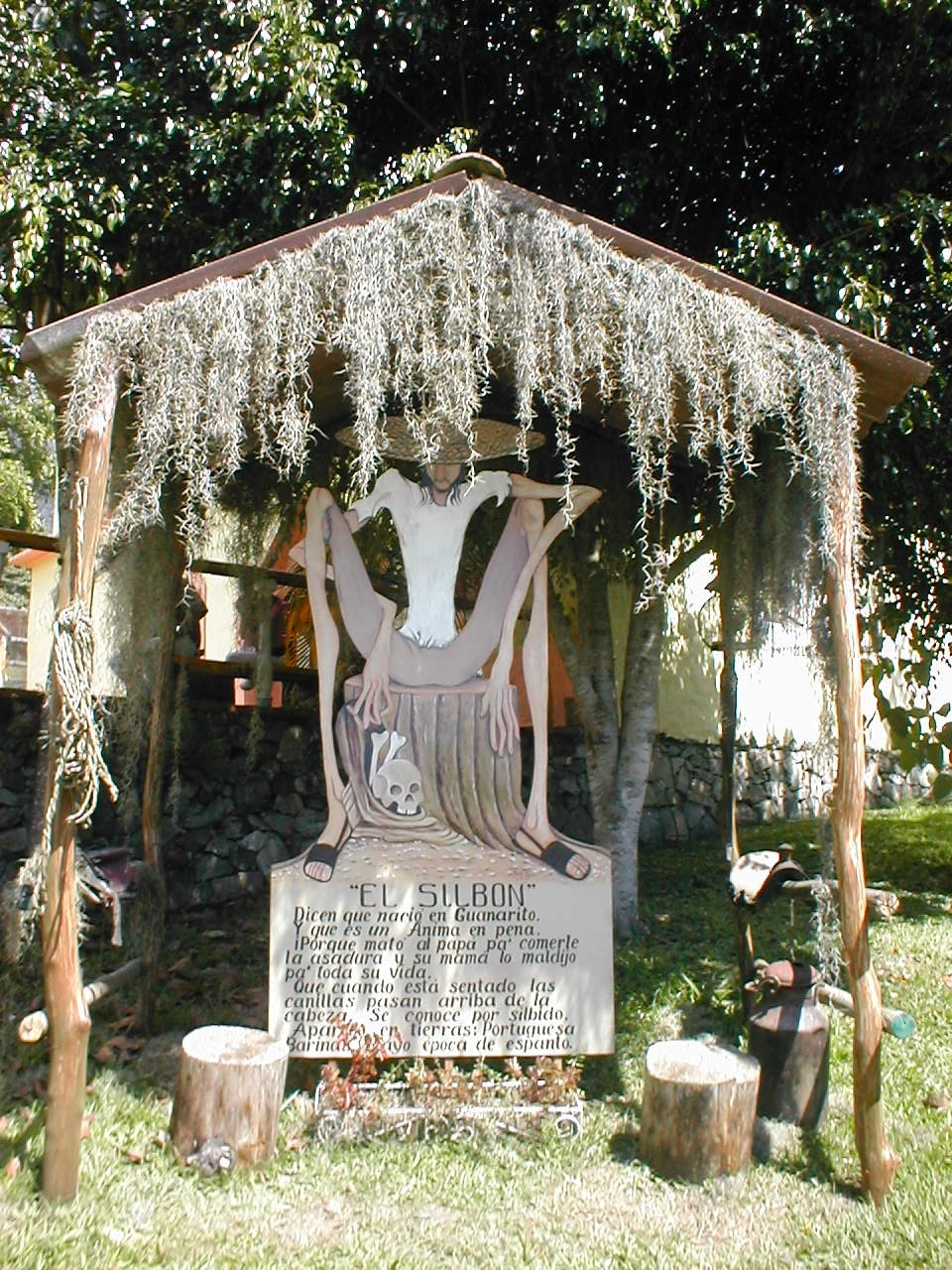
Statue représentant El Silbón dans un parc thématique au Venezuela (le Alexis y la Venezuela de Antier).

El Silbón (le siffleur) est un personnage légendaire d'âme en peine, connu au Venezuela et Colombie, plus particulièrement dans les Llanos. La légende d'El Silbón a émergé au milieu du XIXe siècle, et compte plusieurs variantes.
Selon la légende, El Silbón est le fantôme d'un jeune homme qui avait assassiné et étripé son propre père, peut-être afin de venger le meurtre de son épouse, tuée sous prétexte qu'elle était une «putain» [sic]. Après ce parricide, le grand-père du jeune homme attache ce dernier à un poteau au milieu d'un champ pour le battre à coups de fouet. Ses blessures sont alors lavées avec de l'eau bouillante, avant qu'il ne soit relâché en compagnie de deux chiens affamés et enragés. Avant de le libérer, son grand-père le maudit et le condamne à porter les os de son père pour l'éternité,.
Il a un coup de sifflet caractéristique qui énumère dans l'ordre les notes de musique de la gamme de do majeur (do, ré, mi, fa, sol, la, si), en haussant le ton jusqu'au fa, pour redescendre à la note si. Il est dit que lorsque le coup de sifflet se fait entendre, il n'y a pas de danger, car El Silbón est loin. Si le son du sifflet vous parvient de loin cependant, cela signifie qu'il est très proche. il est aussi dit qu'entendre son sifflet présage la mort. Il peut être partout, à tout moment. Il semble que lorsqu'on perçoit le coup de sifflet de loin, la seule chose salvatrice soit l'aboiement d'un chien, car cela le terrifie, au même titre que le piment rouge, ou le fouet. L'esprit prend généralement revanche sur les coureurs de jupons, séducteurs et hommes à femmes.

## Légende
De nombreux habitants des plaines racontent surtout l'avoir vu en été, quand la savane vénézuélienne brûle sous la sécheresse, et qu'El Silbón s'assoit sur les troncs d'arbres et recueille de la poussière dans ses mains. C'est néanmoins par temps pluvieux ou humide que le spectre s'attaque aux ivrognes, coureurs de jupons, voire, de temps à autre, à une victime innocente. Les habitants racontent aussi qu'il suce le nombril des ivrognes quand ceux-ci se trouvent seuls dans la plaine, pour s'abreuver de l'eau-de-vie qu'ils ont ingéré, qu'il brise les coureurs de jupons pour les désosser, et place ces os dans le sac où il conserve les restes de son père.
Certaines versions le présentent comme un géant filiforme, haut de six mètres, habillé de haillons et arborant les os pâles de son père, ou, comme l'affirment certains, ceux de ses multiples victimes. Dans ces versions, El Silbón se meut à pied à travers la cime des arbres, tout en émettant son souffle frissonnant et crissant. D'autres le présentent comme l'ombre d'un homme grand, maigre, et coiffé d'un chapeau, se montrant en particulier aux ivrognes.
Ils disent qu'El Silbón peut apparaître près d'une maison certaines nuits, laissant le sac sur le sol pour se mettre à compter les os un par un. Si une ou plusieurs personnes l'entendent, rien ne se passera. Toutefois, si personne ne l'entend, à l'aube, un membre de la famille de la maison ne se réveillera jamais.
Dans les plaines de l'est de la Colombie, où il est appelé "El Silbador", les gens croient qu'il est l'âme errante d'un coureur de jupons fêtard qui est mort dans la solitude, et ils prétendent qu'il recherche la compagnie de quelqu'un qui ose veiller tard dans la nuit. Mais cette version amicale est une exception parce que, aussi en Colombie, d'autres disent qu'il chasse en sifflant. En effet, il se manifeste d'un coup de sifflet qui perce les oreilles et insuffle le froid dans le corps. La légende dit que si quelqu'un entend un ton aigu, cela prédit la mort d'une femme, tandis que si le ton sonne grave; cela s'agira d'un homme. Dans tous les cas, celui qui décède est généralement connu de la personne qui a entendu le coup de sifflet.